# Уткін Василь В'ячеславович
Васи́ль В'ячесла́вович У́ткін (рос. Василий Вячеславович Уткин; 6 березня 1972, Балашиха, Московська область, РРФСР — 19 березня 2024, Москва) — російський спортивний журналіст і телекоментатор, теле- і радіоведучий, шоумен, актор.

## Біографія
Народився 6 березня 1972 року у Балашисі. 
Батько, В'ячеслав Миколайович (пом. 2014) – вчений-фізик. Мати, Наталія Ігорівна – лікар. Старша сестра – Ганна. Дід по материнській лінії, Ігор Юрійович Губанов, був педагогом, директором школи №11 у Балашисі. 
Згідно заявам самого Василя Уткіна, в його родині було дев'ятеро чоловік, які були розстріляні під час Великого терору.
Навчався у балашинській школі №2. 
Після закінчення п'ятого курсу Московського педагогічного державного університету вирішив взяти академічну відпустку, але у подальшому так і не повернувся до навчання, оскільки його кар'єра журналіста пішла вгору. Диплому про вищу освіту не було ним отримано.
Почав Василь свою телевізійну кар'єру 17 березня 1989 року як репортер програми «Взгляд». У 1992 році став редактором в програмі Олександра Політковського «Політбюро».
17 березня 1994 року Уткін став співробітником нещодавно запущеного телеканалу «НТВ». До створення разом зі своїм другом Дмитром  Федоровим інформаційно-аналітичної передачі «Футбольний клуб» робив спеціальні репортажі для новинних випусків «Сьогодні», пов'язані зі спортивною тематикою.
Першим футбольним поєдинком, який прокоментував Уткін, став матч Кубку УЄФА  між тбіліським «Динамо» та московським «Торпедо» восени 1996 року.
Протягом 1994—2012 років Уткін особисто вів передачу «Футбольний клуб». Перший етер за його участі відбувся 27 травня 1994 року. До нього цю програму вів Олег Винокуров. Останній випуск програми «Футбольний клуб» Василь провів 21 грудня 2012 року. 4 березня 2013 року оголосив про закриття телевізійної версії «Футбольного клубу».
Журналіст у складі бригади телеканалу «НТВ» працював на кількох Олімпійських іграх протягом  з 1996 по 2012 роки (окрім зимової Олімпіади у Солт-Лейк-Сіті, коли він коментував змагання з Москви). З 1996 по 2015 роки регулярно коментував різні футбольні трансляції на телеканалах «НТВ». Переважно це були матчі Ла Ліги, РФПЛ та Ліги чемпіонів.
Лауреат премії «ТЕФІ» у номінації «Найкращий спортивний коментатор» протягом 2004-2005 років. 
Для телеканалів холдингу ВДТРК на позаштатній основі коментував ігри ЄВРО-2004 та Чемпіонату світу з футболу 2006.
З 2000 по 2022 роки вів радіоверсію «Футбольного клубу» на радіостанції «Ехо Москви».
У 2000 році коментував Чемпіонат Європи з футболу для каналу СТБ. У 2012 році він коментував для України матчі Чемпіонату Європи з футболу 2012 та брав участь у програмі «Великий футбол» як експерт разом з Юрієм Розановим на каналі «Україна». Український спортивний коментатор Сергій Савелій відзначав, що коментарі Уткіна та Розанова були дуже толерантними і дружніми до України як господаря чемпіонату.
Був одним із співвласників онлайн-порталу Sports.ru.
Головний редактор спортивних каналів «НТВ-Плюс» з 1 вересня 2010 по 31 серпня 2015. 
З 2014 по 2015 роки — ведучий шоу «Велике питання» на російському розважальному телеканалі СТС.
З 28 жовтня 2015 року працював ведучим та футбольним коментатором телеканалу «Матч ТВ». У перший день мовлення разом з Дмитром Губернієвим розпочинав перший прямий етер в історії каналу. За час своєї роботи був автором документального циклу «Ріо чекає», присвячений літнім Олімпійським іграм у Ріо-де-Жанейро.
Після скандального відсторонення від роботи на телеканалі «Матч ТВ» на початку 2016 року, коментування MLS на каналах Eurosport у 2016-2017 роках та невдалої спроби коментувати матчі домашнього чемпіонату світу з футболу для російського «Першого каналу» у 2018 році, Василь вирішив відновити «Футбольний клуб» на власному YouTube-каналі.
У жовтні 2023 року у Уткіна діагностували атеросклероз. Помер 19 березня 2024 року у віці 52 років, попередньою причиною є тромбоемболія легеневої артерії.

## Публічні висловлювання
У лютому 2018 року Василь Уткін прокоментував відмову чиновників Федерації Футболу України акредитувати українських журналістів на чемпіонат світу з футболу у Росії:
|  | Смішно, що за журналістів вирішує федерація. Вона не може гарантувати безпеку. Я скільки їздив по різних країнах — я ніколи не цікавився питанням, чи захищає мене РФС. Та й якщо б раптом захищала – на власну кмітливість покладався б приблизно в тисячу разів грунтовніше, ніж на таку віртуальну підтримку. |

У квітні 2020 року під час інтерв'ю Олесі Бацман Уткін назвав анексію Криму та розв'язування війни на Донеччині та Луганщині «великою історичною помилкою Путіна». У жовтні того ж року Уткін заявляв в інтерв'ю Дмитру Гордону, що частково відповідальність за окупацію російськими військами Криму лягає і на Україну, іронічно порівнявши це з відходом дружини до сусіда.
24 лютого 2022 року Василь Уткін відреагував на рішення Президента Росії Володимира Путіна розпочати повномасштабну війну проти України у себе на телеграм каналі:
|  | Найгірший день мого життя. Рекорд побитий. Здається, з цим рекордом зараз буде як з Овечкіним. Він оновлюватиметься регулярно. Пітьма та безсилля. Не думав, що у моєму житті настане такий день. |

## Фільмографія
- «День виборів» (2007)
- «День виборів 2» (2016)
- «Про що говорять чоловіки» (2010)